# Thomas Gray
Thomas Gray (Londen, 26 december 1716 – Cambridge, 30 juli 1771) was een Engels dichter, classicus en professor in de geschiedenis aan de Universiteit van Cambridge.
Gray werd geboren in Londen en woonde bij zijn moeder, nadat die haar man had verlaten. 
Hij ontving zijn opleiding aan Eton College. Als student maakte hij kennis met Horace Walpole samen met wie hij de in de betere kringen destijds gebruikelijke grand tour ondernam.
Gray bracht het grootste deel van zijn leven door in Cambridge en begon pas later in zijn leven weer met reizen. Hoewel hij een van de minst productieve dichters was, wist hij toch naam te maken en kreeg zelfs het ambt van 'Poet Laureate' (hofdichter) aangeboden, wat hij echter weigerde.
Grays bekendste werk is Elegy Written in a Country Churchyard (1751). Het behoort nog altijd tot de populairste en meest geciteerde gedichten in Engeland. Hij wordt, mede op basis van dit gedicht, wel gerekend tot de preromantische stroming van het sentimentalisme, en een voorloper van de Romantiek. 
De 'Elegy' werd geprezen, zowel om de schoonheid van het gedicht als om Grays vakmanschap. Gray schreef echter ook lichtvoetiger werk, zoals Ode on the Death of a Favourite Cat, Drowned in a Tub of Gold Fishes.

## Overige werk
- In 1742 verschenen de oden: On spring, On a distant prospect of Eton en On adversity.
- In 1754 publiceerde hij The progress of poesy en in 1757 The bard.
- Gray publiceerde ook werken in het Latijn.

Zie ook: Graveyard poets